# Struktura Kościoła Katolickiego Mariawitów w RP
Kościół Katolicki Mariawitów w RP podzielony jest na 2 kustodie (odpowiednik diecezji), które z kolei są podzielone na 15 parafii. W 2021 r. Kościół liczył 13 duchownych i 1805 wiernych. Na czele diecezji stoi biskupka, natomiast na czele parafii – proboszcz.

## Struktura

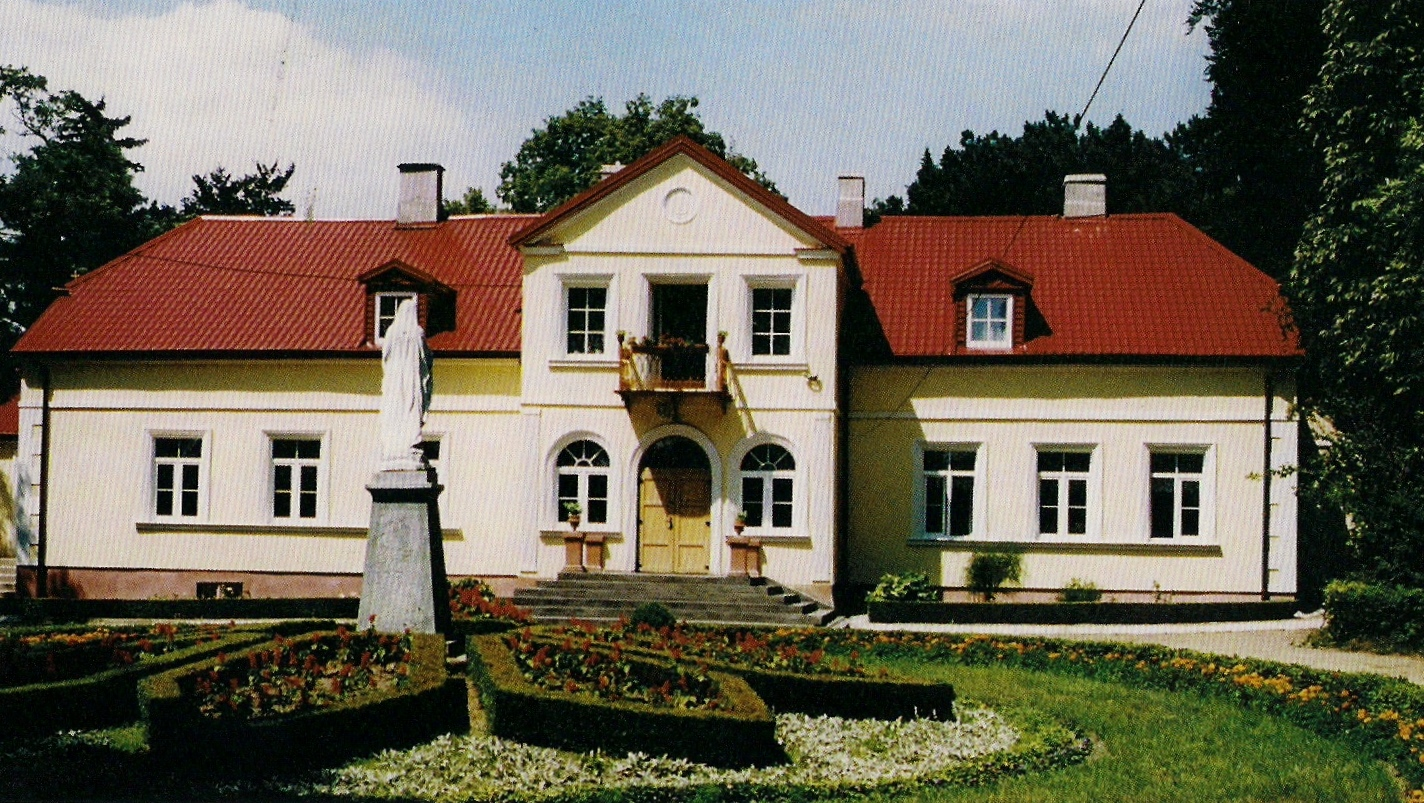
Klasztor mariawicki w Felicjanowie – siedziba Kościoła i kustodii płockiej

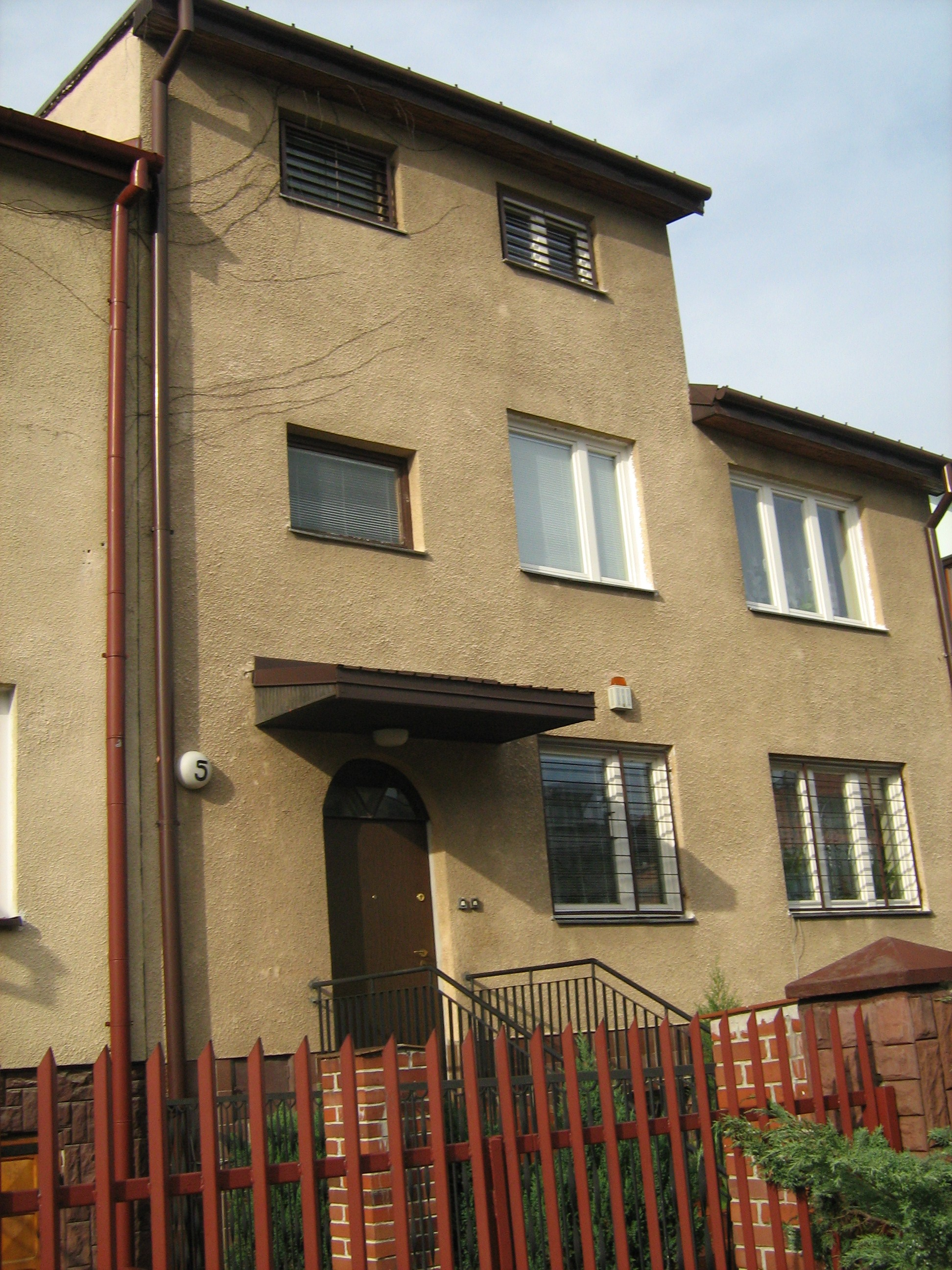
Kaplica kustodialna Matki Boskiej Nieustającej Pomocy w Warszawie

- Kustodia płocka (siedziba w Felicjanowie):
  - Parafia Niepokalanego Poczęcia Najświętszej Maryi Panny w Dąbrówce Małej
  - Parafia Trójcy Przenajświętszej w Felicjanowie
  - Parafia Przenajświętszego Sakramentu w Grzmiącej
  - Parafia Przenajświętszego Sakramentu w Łowiczu
  - Parafia Matki Boskiej Nieustającej Pomocy w Łodzi
  - Parafia św. Marii Franciszki w Niesułkowie
  - Parafia św. Michała Archanioła w Poćwiardówce
  - Parafia św. Franciszka z Asyżu w Woli Cyrusowej
  - Parafia Matki Boskiej Nieustającej Pomocy w Zgierzu
  - Parafia Przenajświętszego Sakramentu w Zieleniewie

- Kustodia warszawska (siedziba w Warszawie):
  - Parafia Przenajświętszego Sakramentu w Długiej Kościelnej
  - Parafia Przenajświętszego Sakramentu w Goździe
  - Parafia Matki Boskiej Nieustającej Pomocy w Michałowie
  - Parafia Matki Boskiej Nieustającej Pomocy w Pogorzeli
  - Parafia Matki Boskiej Nieustającej Pomocy w Warszawie

## Diaspora
W Kościele Katolickim Mariawitów w RP istnieją też diasporalne punkty zebrań modlitewnych (w prywatnych mieszkaniach), w których kapłani ludowi/kapłanki ludowe odprawiają m.in. miesięczną adorację ubłagania. Ośrodki takie znajdują się w:
- województwie lubelskim – Zgórznica;
- województwie łódzkim – Brzeziny, Jaroszki, Kadzidłowa, Nowostawy Górne, Stryków, Szczecin;
- województwie mazowieckim – Cegłów, Garwolin, Leszno, Lipińskie, Płock, Radzanowo-Lasocin, Ramutowo, Sulejówek, Świniary, Wielgolas Brzeziński;
- województwie pomorskim – Gdańsk;
- województwie śląskim – Będzin[2].